# 피에르 퀴리
피에르 퀴리(프랑스어: Pierre Curie, 1859년 5월 15일 ~ 1906년 4월 19일)는 프랑스의 물리학자로, 결정학, 자기, 압전효과, 방사선 분야의 선구자이다. 독학으로 공부하였다.
마리 퀴리와 결혼, 두 명의 딸을 두었다.
1903년 부인 마리와 함께 노벨 물리학상을 공동 수상하는 영광을 누렸지만, 1906년 직장인 소르본대학교에 가던 중 마차에 치이는 교통사고로 숨을 거두었다. 그의 나이는 47세였다.

## 수상
- 노벨 물리학상 (1903)
- Davy Medal (1903)
- Matteucci Medal (1904)

## 같이 보기
- 퀴리 온도